# Staudamm von Muro
Der Staudamm von Muro (portugiesisch Barragem Romana do Muro) ist ein römisches Bauwerk in der Nähe der Stadt Campo Maior in Portugal. Es handelt sich um die größte aus der Antike erhaltene Staumauer in Portugal südlich des Tejo.
Die gut erhaltenen Reste der Staumauer befinden sich heute in einem Olivenhain, etwa 3 km östlich der Stadtgrenze. Der Verlauf des 174 m langen Bauwerks ist an drei Stellen leicht angewinkelt.
An der Unterstromseite befinden sich in einem Abstand von 3 bis 4 m sechzehn kleine Stützpfeiler. Der Mittelabschnitt, der die größte Höhe und Dicke erreicht, wird an der Luftseite zusätzlich durch drei aufrechte Bögen verstärkt, die von Pfeiler zu Pfeiler reichen. Laut Denkmalbeschreibung wurde beim Aufbau der Mauer die Opus-incertum-Bautechnik verwendet.